# Colfax County, New Mexico
Colfax County är ett administrativt område i nordligaste delen av delstaten New Mexico med 13 750 invånare. Den administrativa huvudorten (county seat) är Raton. 
Countyt har fått sitt namn efter Schuyler Colfax, en amerikansk politiker, som var USA:s 17:e vicepresident.

## Geografi
Enligt United States Census Bureau har countyt en total area på 9 759 km². 9 731 km² av den arean är land och 28 km² är vatten.

### Angränsande countyn
- Taos County, New Mexico - väst
- Mora County, New Mexico - syd
- Harding County, New Mexico - syd
- Union County, New Mexico - öst
- Las Animas County, Colorado - nord
- Costilla County, Colorado - nordväst